# První svět

Svět během studené války, první svět modře

Po skončení druhé světové války byl svět rozdělen na západní blok a východní blok. Tato dvě seskupení států zpočátku nebyla označena. Množství států se však nedalo zařadit do jedné ani druhé skupiny, a proto se začaly označovat jako třetí svět. Zároveň dostaly označení i předchozí dva světy, i když zůstaly známější jako Západ čili západní blok a Východ čili východní blok.[zdroj?]
Jako první svět se původně označovaly kapitalistické země západního bloku v čele s USA. Po pádu komunismu ve východní Evropě se označení začalo vztahovat na všechny vyspělé země s demokratickým zřízením, rozvinutým hospodářstvím, značným sociálním blahobytem a vysokou délkou života.[zdroj?]

## Stupně rozvoje
| - První svět |  | - Druhý svět |  | - Třetí svět |  | - Čtvrtý svět |